# 2005年日本国際博覧会協会IMTS-00系気動車

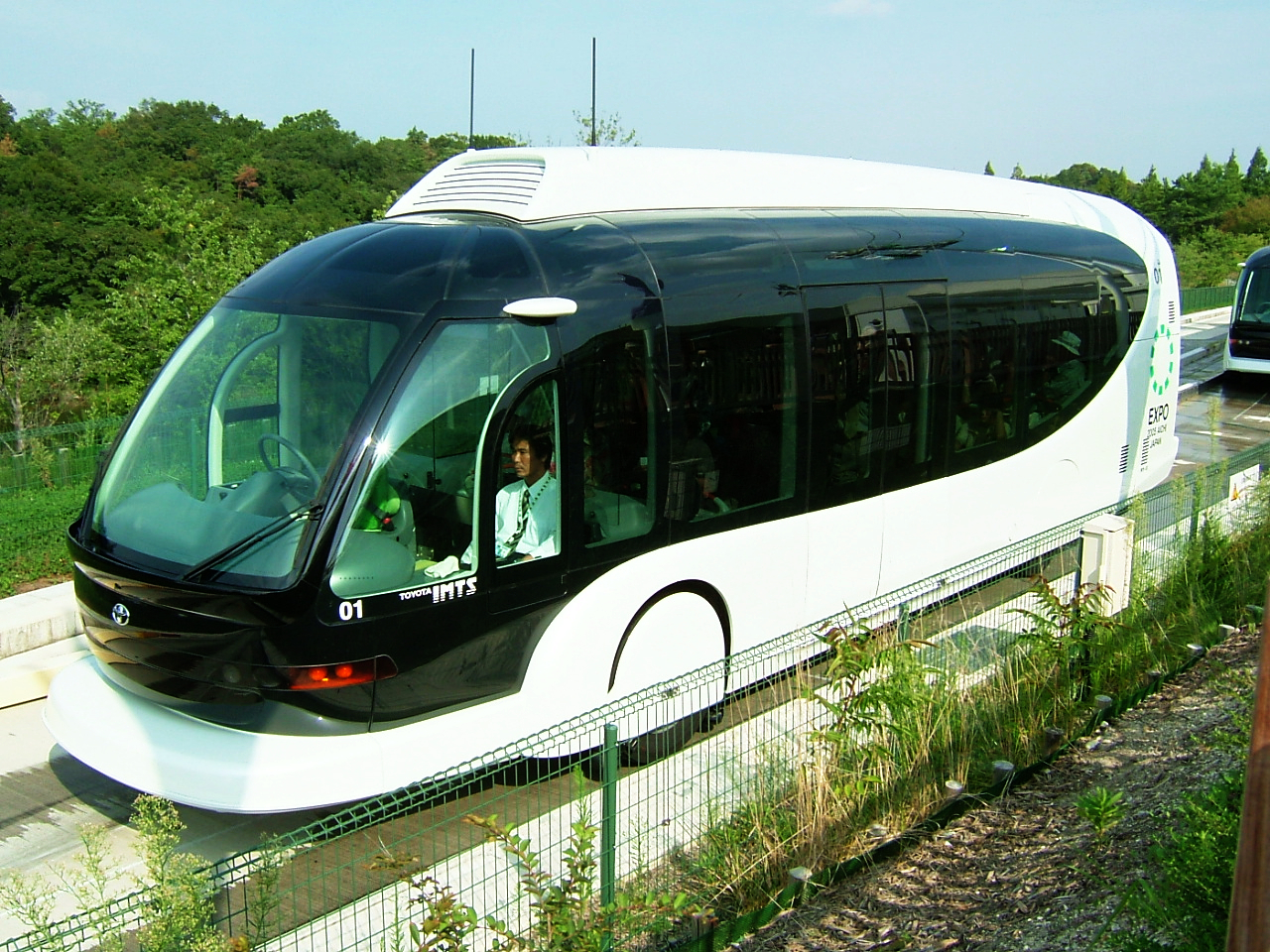
IMTS-00系気動車

2005年日本国際博覧会協会IMTS-00系気動車（2005ねんにっぽんこくさいはくらんかいきょうかいIMTS-00けいきどうしゃ）は、2005年日本国際博覧会協会が2005年日本国際博覧会（愛知万博、愛・地球博）会場内に敷設されたIMTS路線である愛・地球博線で運行した気動車である。

## 概要
愛知万博での会場内交通のひとつであるIMTSの車両として開発・製造された。車両は、CNGエンジンを搭載したバスタイプの車両である。
専用軌道内では磁気マーカーにより自動走行を行い2 - 3両で運転され、車両はソフト連結と言うシステムにより1つの編成として運転される。
法規上、IMTSは鉄道であり、このためIMTS-00系は鉄道車両となるため、運転には第二種磁気誘導式内燃車運転免許が必要となる。

## 主要諸元
- 全長: 10,910mm
- 全幅: 2,490mm
- 全高: 3,870mm
- 自重: 13.5t
- 定員: 50名
- 機関: CNGエンジン（日野P11C改）
  - 排気量: 10,520cc
  - 最大出力: 230PS (160kw)/2,100rpm
  - 最大トルク: 90kgm (883Nm)/1,100rpm
  - 駆動: リアエンジン (RR)

## その他
- 万博終了後は、リアビューミラーが取り付けられ、猿投グリーンロードを自走してトヨタ自動車の広瀬工場[1]へ回送された。
- 現在、トヨタ博物館にて1両が展示されている。